# 革命的労働者協会（解放派）
革命的労働者協会（解放派）（かくめいてきろうどうしゃきょうかい かいほうは）は、社青同系の日本の新左翼党派の一つ。1999年に革命的労働者協会（社会党社青同解放派）（主流派、現代社派）から分裂して結成された。通称は、赤砦社（せきさいしゃ）派、木元派、山茂派（山田茂樹派）など。
スローガンは「万国の労働者団結せよ！」、目的はプロレタリア世界革命。指導者は山田茂樹、機関紙誌は『解放』（週刊）、公然拠点は赤砦社、非公然組織は「革命軍」。
警察白書では「極左暴力集団」、マスコミは「過激派」と呼んでいる。

## 概要
「革命的労働者協会（解放派）」（通称：赤砦社派）は、社青同系の日本の新左翼党派の一つで、1999年に「革命的労働者協会（社会党社青同解放派）」（主流派、現代社派）から分裂して結成された。分裂前は、主流派は常任幹部が中心の強硬派、後の赤砦社派は全学連（解放派系）や寄せ場労働者などのメンバーが中心の穏健派であった。
赤砦社派の基本思想は対立する現代社派とも同一で、マルクス主義の復権（革命的マルクス主義）を掲げ、レーニン主義（特に外部注入論）を批判し、プロレタリア世界革命の一環としての日本革命を目的とする。この立場から、日本帝国主義打倒、日米安保粉砕、党としては共産主義労働者党確立、労働運動では階級的革命的全国統一センター建設、などを掲げる。
一方、赤砦社派と対立する革マル派は「反革命革マル」と呼び、その撲滅を掲げる。
分裂直後の1999年から2004年迄は、赤砦社派は対立する現代社派と激しい内ゲバを行い、5名を殺害し、5名を殺害された。この過程で主要拠点であった明治大学から現代社派・赤砦社派ともに追放された。
2001年以降は在日米軍や自衛隊基地などに多数の放火事件や飛翔弾（ひしょうだん）発射事件を起こしている。
赤砦社派は大衆活動や労働運動を重視し、2009年には機関紙の週刊化や都心での大規模デモ行進を行った。福島第一原子力発電所事故以降は脱原発、在日特権を許さない市民の会などの行動する保守への批判・攻撃を行っている。

## 歴史

### 結成の経緯
1999年5月、革労協の拠点であった明治大学で「明大ゴスペル愛好会」（ゴスペル研究会、ヨハン早稲田キリスト教会系列）との闘争が激化した。「明大ゴスペル愛好会」は韓国からの留学生が主体で、韓国でピジン化してはいてもキリスト教原理主義の立場に立ち、政治的には反共とファンダメンタリズムを掲げシオニズム支持（クリスチャン・シオニズム）であった。
革労協は「明大ゴスペル愛好会」を襲撃をするも返り討ちに合い、警察へ突き出されるなどの失態まで出すことになった。
そこで「明大ゴスペル愛好会」への対応をめぐり、闘争をやめて事態の鎮静化を図ろうとする穏健派の山田茂樹ら反主流派（赤砦社派、木元派・山茂派とも）と、徹底抗戦を主張する強硬派の狭間嘉明、千木良信夫ら主流派（現代社派、狭間派とも）が対立した。
その後、以前から革労協内部でくすぶっていた「現代社派」の常任幹部と、全学連・寄せ場労働者などのメンバー「赤砦社派」の対立が表面化した。
特に山田茂樹が個人の判断で勝手にゴスペル代表者と手打ちをしたことで、狭間嘉明の怒りを買い、杉並区下高井戸の「現代社」において反主流派への査問が始まった。
その際、山田茂樹ら反主流派は革労協内部での劣勢を立て直すため、ひそかに革労協のシンボルである現代社の乗っ取り計画いわばクーデターを画策した。しかし社防隊が手薄となるゴールデンウィークに狙い定め実行するも失敗。反主流派は逆に外部へと放逐される形で追い出され、現在の台東区入谷の賃貸マンションに新拠点の「赤砦社」を置き、山田茂樹をリーダーとして、革労協の分裂が決定的となった。

### 現代社派との内ゲバ
1999年6月4日、現代社派が山田茂樹を襲撃し、後遺症を残すほどの重傷を負わせた。その後さらに現代社派は私服襲撃部隊を赤砦社派の拠点のひとつであった明治大学駿河台キャンパスに送り、学生活動家を襲撃しようとした（未遂）。一連の現代社派の襲撃に対して6月13日、赤砦社派は『6･13軍声明』を発表し、現代社派との「全面戦争」を宣言した。以後、両者は活動家の襲撃を繰り返し、14件の内ゲバが発生した。
2004年の停戦までに現代社派と赤砦社派は双方合わせて10人（両党派各5人）が死亡した（下表参照）。この内ゲバの結果、現代社派は三里塚以外での重要拠点を赤砦社派に奪われた。一方、赤砦社派は学内での内ゲバを口実に明治大学当局側によって完全に学内から排除された。
また、両派ともに相手の絶滅を主張し、小型の出刃包丁やハンマーなどを使用した襲撃を続けたため逮捕者や離脱者が多数出て、組織の維持すら危うくなった。
そのため2004年6月2日、現代社派による東京三ノ輪の赤砦社派アジト襲撃（赤砦社派2名死亡。通称「6･2三ノ輪事件」）を受けても赤砦社派は報復をせず、機関紙上で「今度（襲撃に）来たら死人の山となる」と発表するにとどまった。これは報復を自分の側からはしないとの宣言にも受け取れるため、事実上の停戦が成立したと言われている。さらに2006年初の機関紙上で赤砦社派は「党内闘争は最終決着した」と発表した。6･2三ノ輪事件から現在まで両派間に内ゲバは起きていないものの、公安警察は再燃を警戒している。
|        | 現代社派側 | 赤砦社派側 | 備考 |
| ------ | ---------- | ---------- | --- |
| 1999年 | 2          | 1          | 5月 分裂。6月13日 赤砦社派「全面戦争」宣言。7月2日 赤砦社派が現代社派の明大生協理事を殺害。7月21日 現代社派が赤砦社派の明大生協職員を襲撃、翌日死亡。11月14日 赤砦社派が現代社派の福岡県委員会議長を襲撃、26日死亡。 |
| 2000年 | 2          | 2          | 2月8日 現代社派が赤砦社派の学生活動家を殺害、翌日 赤砦社派が現代社派の襲撃部隊2名を襲撃、1名殺害。8月30日 現代社派が赤砦社派の明大生協従業員組合書記長を殺害。12月10日 赤砦社派が現代社派の革労協総務委員を殺害。    |
| 2001年 | 1          | 0          | 5月16日 赤砦社派が現代社派の革労協総務委員を殺害 |
| 2002年 | 0          | 0          | |
| 2003年 | 0          | 0          | |
| 2004年 | 0          | 2          | 6月2日 現代社派が赤砦社派の活動家3名を襲撃、2名殺害。 |
| 小計   | 5          | 5          | |
| 合計   | 10         | 10         | |
なお、内ゲバの停戦工作は最後の襲撃となった「6･2三ノ輪事件」の前々から行なわれていたといわれている。
2006年3月28日、手打ち担当者だったとされる赤砦社派の岸本修が死亡した。同派は心臓麻痺と発表したものの、手打ち工作で現代社派にだまされ、「6･2三ノ輪事件」につながったことを理由とした粛清によるものと一部から指摘されている。現に警察も全身に皮下出血があったとして赤砦社を翌日に29日に家宅捜索している。しかしこれといった証拠は見つからず現在も真相は分かっていない。
現在では機関紙上を含め、現代社派への言及、批判をほとんど行っていない。現代社派が機関紙上で赤砦社派へ毎号のように非難を書き連ねている（毎号の何らかの記事の見出しに「木元グループ解体・根絶（あるいは「絶滅」）」などとほぼ必ず書かれている）ことと比べて対照的である。こうした罵詈雑言を「無視」することで、赤砦社側が熾烈な内ゲバによる組織的な動揺を回避するためと考えられる。

### 飛翔弾事件
赤砦社派は飛翔弾発射を中心としたゲリラ事件を頻繁に引き起こしている。特に2002年から現代社派との内ゲバが小康状態に入ったため、今度は「対権力」へのゲリラ事件を頻発させるようになった。
2000年7月に引き起こした米軍横田基地への飛翔弾発射事件を皮切に、現在までいくつかのゲリラ事件を引き起こしている。もっぱらその標的は米軍基地・防衛庁・自衛隊などで、金属弾を手製の迫撃砲で打ち込むことが多い。今のところ人的被害はゼロで、標的に着弾すらしないこともあるが公安警察は警戒を強めている。
2010年11月、陸上自衛隊大宮駐屯地での飛翔弾発射事件では、2011年1月19日に爆発物取締罰則違反の疑いで反主流派活動拠点「赤砦社」や活動家の自宅などが、埼玉県警察などにより家宅捜索された。
赤砦社派のゲリラ事件（09年現在迄。■は飛翔弾事件、□は時限発火装置事件を表す。）
| - 00年\|■ - 01年\|□ - 02年\|□■ - 03年\|■■■ - 04年\|■■ - 05年\| - 06年\| | - 07年\|■ - 08年\|■ - 09年\|■（未遂） - 10年\|■ - 11年\| - 12年\| - 13年\|■ - 14年\|■ - 15年\|■ - 16年\| |

## 年表
- 1999年
  - 5月　革労協反主流派によるクーデターが失敗。革労協が現代社派（主流派）と赤砦社派（反主流派）に分裂する。
  - 6月4日　山田茂樹が現代社派に襲撃される。
  - 6月12日　明治大学駿河台キャンパスに赤砦社派学生活動家を狙って現代社派の私服襲撃部隊が潜入するも未遂に終わる。
  - 6月13日　赤砦社派が『6･13軍声明』で現代社派との「全面戦争」を宣言。
  - 7月2日　赤砦社派が出勤途中の現代社派明大生協理事をハンマーで撲殺。
  - 7月21日　現代社派が赤砦派明大生協職員を殺害。
  - 7月22日　現代社派の襲撃部隊が明治大学生田キャンパスの赤砦社派を狙ってキャンパスに侵入するも、赤砦社派はいち早く大学から退去。現代社派襲撃部隊37名全員が凶器準備集合罪と建造物侵入で逮捕される。
  - 9月　赤砦社派が機関紙『解放』の発行を開始。
- 2000年
  - 2月8日　現代社派襲撃部隊が福岡市内の駐車場において、現地に派遣されていた福井大学生の活動家を殺害。翌日に神奈川県真鶴駅で赤砦社派の襲撃部隊がその現代社派襲撃部隊のキャップを殺害、女性サブに重傷を負わせる。
  - 7月3日　米軍横田基地に向けて飛翔弾を発射。
  - 8月30日　現代社派部隊が鶯谷駅東口で朝の通勤ラッシュ時に赤砦社派明大生協従業員組合書記長を刺殺。
  - 12月10日　赤砦社派部隊が東京都清瀬市の路上で現代社派の革労協総務委員であるタクシー運転手を殺害。
- 2001年
  - 2月16日　相模原の赤砦社派活動家自宅の前で現代社派襲撃部隊4名が警戒中の公安警察に逮捕される。
  - 5月　千葉県で、現代社派活動家が赤砦社派に襲撃され死亡。
  - 8月7日　新しい歴史教科書をつくる会の本部事務所に時限発火装置を仕掛け、網戸が焼ける。
- 2002年
  - 4月12日　千葉県の京成電鉄電車内に時限発火装置を仕掛け、連結部の蛇腹幌が焼け焦げる。
  - 11月　神奈川県座間市のキャンプ座間に向けて飛翔弾を発射。
- 2003年
  - 2月24日　防衛庁に向けて飛翔弾を発射。
  - 3月12日　米軍横田基地に向けて飛翔弾を発射。
  - 4月3日　米軍厚木基地に向けて飛翔弾を発射。
- 2004年
  - 2月17日　防衛庁に向けて飛翔弾を発射。
  - 6月2日　東京三ノ輪の赤砦社派アジト前で赤砦社派活動家3名が現代社派襲撃部隊の襲撃に遭い逃げ遅れた2名が殺害される。赤砦社派は機関紙上で「今度（襲撃に）来たら死人の山となる」と発表したが、今のところ報復行動は行っていない。
  - 11月7日　陸上自衛隊朝霞駐屯地に向けて飛翔弾を発射。
- 2006年
  - 3月28日　赤砦社内で非公然活動家の大物であった岸本修が死亡。赤砦社派は死因を心臓麻痺としたが、警察は傷害致死の容疑で翌日社内を家宅捜索した。
- 2007年
  - 2月12日　キャンプ座間に向けて飛翔弾を発射。
- 2008年
  - 9月12日　米海軍横須賀基地に向けて飛翔弾を発射。
- 2009年
  - 10月29日 米軍横田基地近くに迫撃弾の発射装置を仕掛けるも、作動前に警戒中の警官に発見され未遂に終わる。
  - 11月23日 足立区の在宅介護支援事業の支援費をだまし取った詐欺の容疑で、警視庁公安部に活動家3人が逮捕された。
- 2010年
  - 11月2日 大宮駐屯地にむけて飛翔弾を発射。
- 2011年
  - 6月13日 アパートを借りる際、使用目的に虚偽の事実を書いて賃貸契約を結んだ詐欺の容疑で、神奈川県警察公安三課に、詐欺の疑いで、活動家の女が逮捕された。県からの介護報酬5000万円が同派の活動資金に流用された可能性もあるとみて、県警は捜査を進めている[8]。
  - 12月18日 キセル乗車による電子計算機使用詐欺罪の疑いで2人が逮捕された。赤砦社などが家宅捜索される。宇都宮大学の新入生勧誘のためだったとされる[9]。
- 2013年
  - 1月13日 東京都台東区で、東京都公安委員会の許可を受けずに日雇い労働者ら約50人のデモを指揮したとして、活動家の男が東京都公安条例違反で現行犯逮捕された[10]。
  - 11月28日 米軍横田基地にむけて飛翔弾を発射。
  - 11月28日 偽名を使いホテルに宿泊するなどした疑いで、最高幹部が逮捕された。
- 2014年
  - 1月18日 反原発運動に参加していた活動家の男ら2人が、通行人を脅迫したとして暴力行為処罰法違反の疑いで逮捕された。
  - 10月20日 埼玉県川口市にある、中央開発株式会社関東支社の所在するビルに向けて飛翔弾を発射。中央開発は、米軍普天間基地移設のための海底ボーリング調査を担当している。
- 2015年
  - 4月28日 キャンプ座間に向けて飛翔弾を発射。
- 2016年
  - 2月23日 2013年に米軍横田基地に向け、飛翔弾が発射された事件で、革命軍のアジト3箇所が家宅捜索を受けた。うち1カ所から、飛翔弾の一部とみられる部品などが押収された。また、捜索に抵抗して警察官を暴行したなどとして、公務執行妨害の現行犯で、最高幹部を含む男女6人を逮捕された[11]。
  - 3月14日 家宅捜索時に公務執行妨害の現行犯で逮捕されていた革命軍幹部ら2人が偽造公文書行使や詐欺容疑などで再逮捕された[12]。
  - 4月13日 1975年に起きた内ゲバ事件で凶器準備集合罪などの罪に問われ、保釈中に逃亡した元活動家の被告が東京地方裁判所（桑田連平裁判長（当時）、鈴木巧裁判長代読）に、懲役1年、執行猶予3年を言い渡された[13]。
- 2017年
  - 1月24日 それぞれ別の建設会社と雇用契約を結ぶ際、契約書に偽名を記入するなどして雇用契約を結んだして、有印私文書偽造・同行使容疑で、警視庁公安部に革命軍の武器製造担当2人が逮捕された[14]。
  - 6月15日 自分名義のキャッシュカードを他人に提供したとして、活動家で病院職員の女が犯罪収益移転防止法違反容疑で神奈川県警から逮捕された[15]。
  - 7月14日 2013年11月に米軍横田基地周辺に飛翔弾が落下したゲリラ事件に関与したとして、爆発物取締罰則違反（製造・使用）の疑いで、警視庁公安部に革命軍のメンバーが逮捕された[16]。
  - 11月28日 2014年10月に埼玉県川口市の中央開発株式会社の入居するビルに飛翔弾が撃ち込まれたゲリラ事件に関与したとして、7月に米軍横田基地のゲリラ事件に関与した疑いで逮捕されていた革命軍のメンバーが銃刀法違反などの容疑で再逮捕された[17]。その後2018年9月には、2015年4月に米軍キャンプ座間に飛翔弾を撃ち込んだとして爆発物取締罰則違反容疑で追送検された[18]。2020年12月、横田基地の事案について「関与は認め難い」として東京地裁で懲役30年の求刑に対し無罪判決[19]。検察は判決を不服として控訴したが、2022年11月に東京高裁は一審判決を支持し棄却[20]。2024年2月に最高裁判所が検察側の上告を棄却[21]。
- 2019年
  - 2月13日 2013年11月に米軍横田基地周辺に飛翔弾が落下したゲリラ事件で、実行役の男をかくまったとして、革命軍幹部の男が犯人蔵匿容疑で逮捕された[22]。
  - 10月8日 病院で架空の氏名と住所を診療申込書に記入した有印私文書偽造・同行使の疑いで非公然部門最高幹部の男が、活動家である事を隠してマンションの部屋を借りた詐欺の疑いで活動家の女が、それぞれ逮捕された[23]。
- 2021年
  - 5月17日 2021年2月上旬に意見が対立した同派系運動団体の関係者の男性に「俺らは、暴力的に何でもやってきた人間なんだよ。人殺しもやってきたんだ。この辺をうろうろしていたら許さんぞ」などと脅迫したとして、山田茂樹が脅迫容疑で逮捕された[24]。5月27日、起訴猶予処分となった[25]。
- 2023年
  - 2月10日 他人に使わせる目的を隠して携帯電話を契約したとして、活動家の女が詐欺容疑で逮捕された[26]。3月2日には山田茂樹も逮捕された[27]。
- 2024年
  - 3月5日 他人に使用させる目的を隠して携帯電話のSIMカードを契約したとして、山田茂樹と活動家の女が詐欺容疑で逮捕された[28]。

## 拠点大学
- 東北大学：「解放派の歴史的拠点」と称し、その「全国拠点化」を宣言している[29]。
- 宇都宮大学
- 千葉大学
- 明治大学
- 駒澤大学
- 福井大学
- 名城大学
- 関西大学
- 九州大学
- 沖縄大学

かつては明治大学では、学生自治会が、新左翼の政治セクト、革労協により「指導」された、ごく少数の学生活動家によって（同じくブント系の活動家と連携して）支配されていた。その学生自治会は、明大から多額の自治会費を受け取っていたが、大学によって代理徴収された毎年の自治会費のうち、約半分に当たる額（約3000万円）が学生会・学苑会中執などの「自治組織」に流れていた。この「自治組織」は、明大内のサークルの部室を含む学生会館の管理運営の「実権」を掌握し、サークル部室の分配権をエサにして、多くの明大生を支配していた。さらに、彼らは明大の学館に宿泊して、学館を私物化していた。その象徴が、バリケードによって要塞化され、いわゆる「外人部隊」が泊まり込んで常時生活していた「生田学生会館（部室センター）」であった。
こうした不健全な状況を是正するために、明大は2001年、その諸悪の根源である学生自治会の公認を停止した。また、学内に「常住していた外人部隊」を学外に排除し、さらに革労協活動家が実権を握っていた明大生協に対する便宜供与を全面的に見直した。こうして、明大は長年、学内にはびこっていた左翼の活動団体を追放したのであった。
現在はいずれの大学においても自治会を掌握することができていない。明治大学を除く大学では学籍を有する活動家がサークルなどを結成して活動を行っている。
赤砦社派は明大へのアプローチを基本的に一切行っていないが、これは明大生協解散の際に赤砦社派の掌握する理事会が3億円とも言われる金銭を受け取りこれに同意したことが背景にあるのではないかと推測される。
赤砦社派は2009年1月1日付け機関誌『解放』で「全学連定期大会」の準備を強調した。同派系全学連は1999年の革労協分裂以降、2006年に「全学連臨時大会」を開催したのみで定期大会は開催していなかったが、2009年11月に久々定期大会を開催した。
その他にも、『解放』(1379号)では、東京都委員会名義で「東京大学駒場の拠点化を視野に入れ、奮闘する」と述べている。

## 拠点労組
- 全国労働組合運動交流会（全労交）[31]。
- 宮城県地域連合労働組合
- 栃木県地域連合労働組合
- 東京都地域連合労働組合
- 神奈川県地域連合労働組合
- 反戦・反失業を闘う釜ヶ崎労働者の会
- 福岡・築港日雇労働組合（赤砦社派）
- 東京・山谷日雇労働組合
- 沖縄・首里日雇労働組合

## 関連組織・団体
- 赤砦社
- 革命軍
- 全日本学生自治会総連合
- 革命的労働者協会（社会党社青同解放派）
- 明治大学消費生活協同組合